# Sammakkovaara
Sammakkovaara är ett naturreservat i Pajala kommun i Norrbottens län.
Området är naturskyddat sedan 2013 och är 1,5 kvadratkilometer stort. Reservatet omfattar nedre östra sluttningar av berget Sammakkovaara och våtmarker nedanför. Reservatet består av barrblandskog med inslag av lövträd. 